# X Flotylla MAS (RSI)
X Flotylla MAS (wł. X (Decima) Flottiglia MAS) – elitarna formacja morska Sił Zbrojnych Włoskiej Republiki Socjalnej (RSI) podczas II wojny światowej, kontynuująca tradycję X Flotylli MAS Królestwa Włoch.

## Historia
Po ogłoszeniu rozejmu przez Włochy 8 września, a następnie proklamowaniu Włoskiej Republiki Socjalnej (RSI) 15 września 1943 r., rozpoczęło się tworzenie jej sił zbrojnych. W bazie morskiej w La Spezia książę kpt. Junio Valerio Borghese, odznaczony wieloma medalami komandos elitarnej X Flotylli MAS, jeszcze przed powstaniem RSI rozpoczął zbieranie personelu morskiego. Następnie zgłosił się do dowództwa niemieckiego, oferując swoje usługi. Niemcy po początkowym zaskoczeniu, zaakceptowali jego propozycję. W następnych tygodniach kpt. Borghese jeździł po całych Włoszech, werbując oficerów, marynarzy i zwykłych ochotników do nowo formowanej X Flotylli MAS. Nowe władze RSI zamierzały rozwiązać formację, ale wskutek zdecydowanego sprzeciwu kpt. Borghesego, który zagroził samobójstwem, zrezygnowały z tego pomysłu. X Flotylla MAS weszła wkrótce oficjalnie w skład Marina Nazionale Repubblicana jako samodzielna formacja bojowa. W ramach Dywizji Morskiej „Decima” (istniejącej faktycznie na papierze) wchodziło sześć batalionów piechoty, w tym jeden szkoleniowy, dwa bataliony saperów i trzy bataliony artylerii, które działały samodzielnie:
- Batalion „Barbarigo”,
- Batalion „Lupo”,
- Batalion Nuotatori-Paracadutisti,
- Batalion „Fulmine”,
- Batalion „Saggitario”,
- Batalion Szkoleniowy „Castagnacci”,
- Górski Szturmowy Batalion Saperów „Valanga”,
- Batalion Saperów „Freccia”,
- Batalion Saperów „Colleoni”,
- Batalion Artylerii „Da Giussano”,
- Górski Batalion Artylerii „San Giorgio”.

Lądowe oddziały X Flotylli MAS wzięły udział w walkach w lutym 1944 roku pod Anzio i Nettuno przeciwko desantowi wojsk alianckich, w obronie Linii Gotów, w walkach na przełomie 1944/1945 roku na granicy włosko-jugosłowiańskim z partyzanckim IX Korpusem armii Josipa Broz Tity, utrzymując tamtejsze pozycje do końca wojny. Poza tym przez cały okres istnienia RSI prowadzono coraz bardziej intensywną walkę z partyzantami, podczas której dokonano wielu represji na ludności cywilnej. Natomiast morska aktywność X Flotylli MAS była nieznaczna (z powodu przejścia większości okrętów na stronę aliantów i przejęcia wielu innych przez Niemców, a także utraty dużej części wyposażenia). 
W X Flotylli MAS panowała bardzo silna ideologia antyaliancka i antysemicka. Organem prasowym był tygodnik „L'orizzonte”, gdzie najczęściej pojawiały się artykuły mówiące o nienawiści do aliantów i żydowskiej „konspiracji”. Duża samodzielność formacji przeszkadzała władzom RSI. 14 stycznia 1944 roku na polecenie Benito Mussoliniego został nawet aresztowany kpt. J. V. Borghese, aby zmusić go do pełnego podporządkowania X Flotylli MAS dowództwu Sił Zbrojnych RSI. Aresztowano też pewną ilość wyższych oficerów formacji. Za wstawiennictwem Niemców wszystkich zwolniono, a nawet wymuszono większe dostawy broni i wyposażenia. X Flotylla MAS została rozwiązana rozkazem kpt. J. V. Borghesego z 28 kwietnia 1945 roku, którego wkrótce schwytali partyzanci. Został jednak uratowany przez amerykańskiego oficera OSS Jamesa Angletona, który przebrał go w mundur US Army i przewiózł do Rzymu. Po przesłuchaniach Amerykanie wydali go nowym władzom włoskim, które skazały go na karę 12 lat więzienia. Jednakże już w 1949 roku został wypuszczony na wolność.